# Badillo
Badillo es uno de los centros poblados del municipio colombiano de Valledupar ubicado al norte, en el piedemonte de la Sierra Nevada de Santa Marta y a orillas del río Cesar, en el departamento del mismo nombre.
Su iglesia colonial española Capilla Doctrinera de San Antonio de Padua es patrimonio nacional de Colombia, como "Bienes de Interés Cultural, Patrimonio arquitectónico".

## Geografía
Limita hacia el norte, nororiente, oriente, suroriente y sur con el departamento de La Guajira, con los municipios de San Juan del Cesar y Villanueva; al noroccidente limita con el corregimiento de Patillal; Al occidente con el corregimiento de La Vega Arriba y al suroccidente con el centro poblado El Alto de La Vuelta.
El centro poblado hace parte de la cuenca del río Cesar. Uno de los afluentes del río Cesar es el río Badillo, que atraviesa el centro poblado hasta desembocar en el río Cesar, en su límite oriental.

## Historia

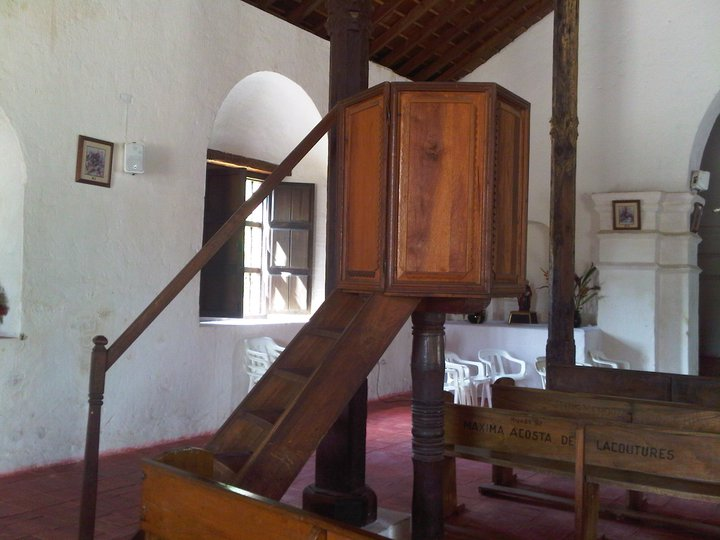
Púlpito de la capilla de Badillo.

El territorio que actualmente comprende Badillo, fue un asentamiento de indígenas de la etnia Wiwa (también conocidos como marocaseros) que llegaron a la zona procedentes de la Sierra Nevada. Los indígenas se asentaron en la zona en los alrededores del río que llamaban Socuiga o rico en peces.
Con la llegada de los conquistadores españoles a inicios del siglo XVI, varios exploradores europeos llegaron a la región. El asentamiento de Badillo fue fundado por el español, Pedro de Badillo (también escrito Pedro Vadillo) en 1528, antes que Valledupar por Hernando de Santana en 1550. La iglesia, sin embargo fue construida en 1710, ordenada al mismo tiempo que la iglesia de la población de Valencia de Jesús. Badillo fue establecido como centro agrícola por los españoles, mientras que en Valencia de Jesús se estableció como centro administrativo y judicial para el valle de Poponi (valle del río Cesar).
Algunas versiones aseguran que el verdadero lugar de nacimiento del héroe de la Independencia de Colombia, José Prudencio Padilla fue Badillo, donde los lugareños afirman que todavía está en pie la casa donde vivió su infancia junto a su padre Liberato Padilla.
En 1940, el pueblo de Badillo sufrió una de sus peores inundaciones debido al desbordamiento de los ríos Cesar y Badillo. 
Con el auge de la música vallenata a principios del siglo XX, el pueblo de Badillo y sus habitantes fueron objeto de numerosas canciones, siendo tal vez la más conocida La Custodia de Badillo, compuesta por el patillalero y juglar Rafael Escalona. 
La región de Badillo sufrió el accionar de los grupos violentos del conflicto armado colombiano, con grupos como las FARC y el ELN ejerciendo influencia en la zona. A mediados de 1990 a mediados de 2000, la región sufrió la presencia de grupos paramilitares de las Autodefensas Unidas de Colombia (AUC), que cometieron toda clase de vejámenes contra la población; amenazas, extorsiones, asesinatos, robos, desplazamiento forzado y violaciones. 
Al 2013, Badillo contaba con más de 200 casas y 48 fincas en su zona rural. Entre estas fincas se encuentra la finca 'Las Nubes' que fuera propiedad del cantautor de música vallenata, Diomedes Díaz.

## Organización territorial

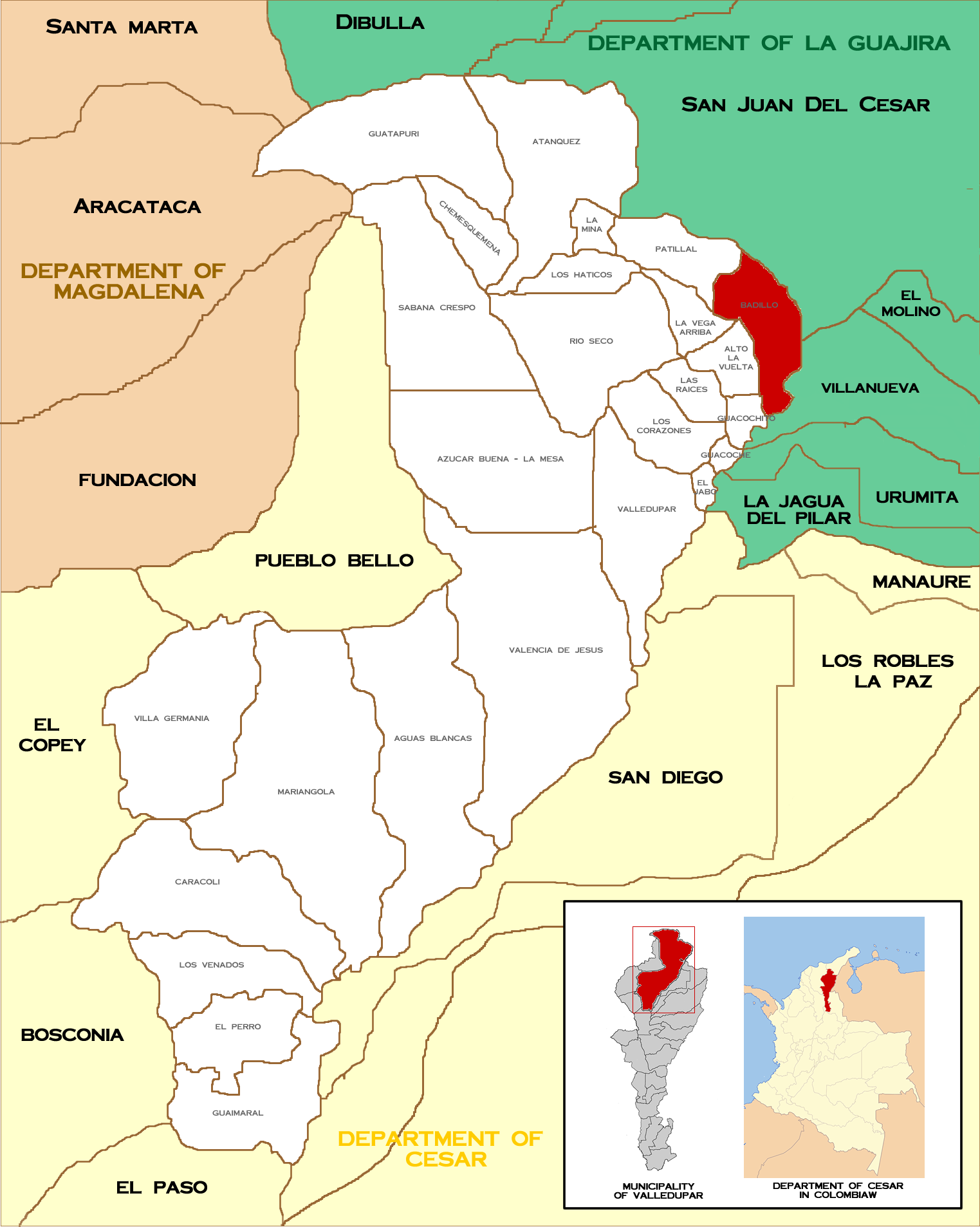
Ubicación de Badillo en el municipio de Valledupar

La máxima autoridad administrativa y territorial del centro poblado es el Consejo Comunitario José Prudencio Padilla.

## Cultura
La mayoría de los habitantes de Badillo pertenecen a la Iglesia católica. El pueblo tiene la Capilla de San Antonio de Padua, construida por los colonizadores españoles en 1710 y la cual es monumento nacional de Colombia.
Cada año la población de Badillo celebra el Festival del arroz del 13 al 15 de junio. También celebran las fiestas patronales de San Antonio de Padua.